# بيلي دي يونغ
بيلي دي يونغ (بالإنجليزية: Bailey De Young)‏ هي راقصة وراقصة باليه وممثلة أمريكية، ولدت في 16 سبتمبر 1989 في ساكرامنتو في الولايات المتحدة.

## أعمال

### مسلسلات
- ذا ميدل
- سنة في العمر

## وصلات خارجية
- بيلي دي يونغ على موقع IMDb (الإنجليزية)
- بيلي دي يونغ على موقع ألو سيني (الفرنسية)
- بيلي دي يونغ على موقع أول موفي (الإنجليزية)
- بيلي دي يونغ على موقع قاعدة بيانات الفيلم (الإنجليزية)
- بيلي دي يونغ على موقع كينوبويسك (الروسية)